# قلج أرسلان الثالث
قلج أرسلان الثالث كان سلطان سلاجوقي على سلاجقة الروم حكم لفترة قصيرة جداً من عام 1204 حتى 1205 لستلم الحكم بعده كيخسرو الأول مرة ثانية.